# Janine
«Janine» es una canción escrita por el músico británico David Bowie. Es la canción de apertura del lado B del lanzamiento original de su segundo álbum homónimo de 1969.

## Grabación
El sábado 8 de marzo de 1969, Bowie grabó demos de 10 canciones, incluyendo "Janine", en un intento de asegurar un acuerdo con Mercury Records.
"Janine" fue escrita acerca de la novia de su antiguo compañero, George Underwood. Bowie presentó la canción con las palabras: "Esta es nombrada después de una chica que conocí una vez, la novia de un tipo llamado George que hace muy buenas portadas de álbumes.
El sencillo "Space Oddity" estaba completo a finales de junio de 1969. Sin embargo las sesiones para el segundo álbum de Bowie no habían comenzado hasta el Miércoles 16 de Julio, en los Estudios Trident, Londres. 
Bowie comenzó a tocar "Janine" en vivo en febrero de 1969, inicialmente como dueto con John ‘Hutch’ Hutchinson. Permaneció como parte de su repertorio en vivo hasta mediados de los 70s.

## Lanzamiento

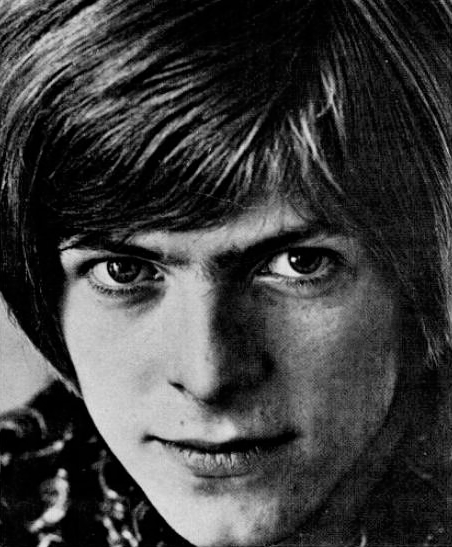
Una fotografía de un anuncio comercial de Bowie en 1967

"Janine" fue publicado el 14 de noviembre de 1969 en el álbum David Bowie, su segundo disco de larga duración.
En noviembre de 1969, la canción fue anunciada en NME como un seguimiento al sencillo de "Space Oddity", pero al final los planes se desecharon. La canción también fue propuesta como lado B del lanzamiento de sencillo en Estados Unidos de "All the Madmen" en diciembre de 1970. A pesar de que el sencillo se haya sido impreso, fue retirado de circulación y es ahora un artículo de colección.
La caja recopilatoria de 2019, Conversation Piece contiene una toma temprana de estudio, una remasterización de 2009, una remezcla de 2019, una versión en mono y el Demo de Mercury Records grabado por John "Hutch" Hutchinson.

## Versiones en vivo
- Bowie tocó la canción el 20 de octubre de 1969 para el programa de BBC Radio 1, presentado por Dave Lee Travis. Fue más tarde publicada en el álbum compilatorio de 2000, Bowie at the Beeb.[6]
- Una versión grabada con el trío de Tony Visconti (también conocido como the Hype) en el The Sunday Show el 5 de febrero de 1970, introducida por John Peel, fue publicada en Bowie at the Beeb.[7]

## Créditos
- David Bowie – voz principal, kalimba
- Tim Renwick – guitarra
- Tony Visconti – bajo eléctrico
- Terry Cox – batería